# ألبرشت جوزيف
ألبرشت جوزيف (بالألمانية: Albrecht Joseph)‏ هو كاتب سيناريو ومؤلف وكاتب ومونتير ألماني، ولد في 20 نوفمبر 1901 في فرانكفورت في ألمانيا، وتوفي في 28 أبريل 1991 في لوس أنجلوس في الولايات المتحدة.

## وصلات خارجية
- ألبرشت جوزيف على موقع IMDb (الإنجليزية)
- ألبرشت جوزيف على موقع ألو سيني (الفرنسية)
- ألبرشت جوزيف على موقع قاعدة بيانات الأفلام السويدية (السويدية)
- ألبرشت جوزيف على موقع قاعدة بيانات الفيلم (الإنجليزية)
- ألبرشت جوزيف على موقع كينوبويسك (الروسية)